# Technomyrmex pallipes
Technomyrmex pallipes es una especie de hormiga del género Technomyrmex, subfamilia Dolichoderinae. Fue descrita científicamente por Smith en 1876.
Se distribuye por Nueva Zelanda, Angola, Botsuana, República Centroafricana, Comoras, Gabón, Kenia, Madagascar, Mauricio, Mayotte, Mozambique, Reunión, Ruanda, Sudáfrica, Sudán del Sur, Suazilandia, Tanzania, Zambia y Zimbabue. Se ha encontrado a elevaciones de hasta 2330 metros. Vive en microhábitats como la vegetación baja, hojarasca, madera podrida, debajo de piedras y ramas muertas.